# الموسوعة الهندوسية
الموسوعة الهندوسية، الطبعة الأولى 2012 هي موسوعة شاملة بها أكثر من مجلد باللغة الإنجليزية تدور حول الهندوسية وتشمل Sanātana Dharma وهي عبارة سنسكريتية تعني «القانون الأبدي» أو «الطريق الأبدي» والتي تُستخدم للإشارة إلى الهندوسية والبوذية والجاينية والسيخية. وهي عبارة عن إصدار من 11 مجلدًا و7184 صفحة وتحتوي على رسومات توضيحية ملونة للمعابد والأماكن والمفكرين والطقوس والاحتفالات. وتعد الموسوعة الهندوسية هي الإلهام والمشروع الحلم للمعلم الهندوسي تشايداناند ساراسواتي من دير بارماث نيكيتان ومؤسسة أبحاث التراث الهندي. وتم إعداد هذه الموسوعة لمدة 25 عامًا وحررت بواسطة الدكتور كابيل كابور وتحتوي على مشاركات مما يزيد على 2000 عالم.
وتقدم الموسوعة منظورًا تصوريًا وفهمًا عامًا للأوجه المتعددة للهندوسية. والموضوعات المتناولة غير محصورة في الدين وحده، بل يوجد فيها موضوعات حول الفن والتاريخ واللغة والأدب والفلسفة والحكومة والعلوم ودراسات المرأة. وتذكر المقدمة الافتتاحية:
«لقد تم إعداد هذه الموسوعة لتقديم فكرة شاملة إلى حدٍ ما حول طريقة حياة قديمة؛ وهي ثقافة ترجع جذورها إلى آلاف السنين والتي أصبح يطلق عليها» الهندوسية«في القرنين الماضيين من الحوار الإنجليزي. وهو كتاب للتعريف بالحقائق والنظريات والأنظمة والممارسات والمؤسسات والمعتقدات والنصوص والمفكرين والقيم الخاصة بحضارة الفيدا، والتي تعد في الواقع استمرارًا لواحدة من الحضارتين المعرفيتين الحيتين في العالم (الأخرى هي الحضارة السامية). ولقد كان المجتمع الهندوسي» مجتمعًا معرفيًا«بالمعنى الفعلي لمدة 5000 سنة: حيث تعنى كلمة» فيدا«نفسها» المعرفة"."

## البداية
لقد تم طرح فكرة الموسوعة بواسطة المعلم الهندوسي تشايداناند ساراسواتي رئيس دير (أشرام) بارماث نيكيتان في المعبد الهندوسي الجايني في بيتسبرغ، بنسيلفانيا عام 1987. ولاحقًا، في نوفمبر من العام نفسه، تم تكوين مؤسسة أبحاث التراث الهندي لتنفيذ فكرة إعداد موسوعة شاملة حديثة وموثوق بها حول الهندوسية. وتم تعيين الدكتور كيه إل سيشاجري راو، البروفيسور الفخري للدراسات الدينية في جامعة فيرجينيا، رئيسًا للتحرير.

## التطوير
على مدار السنوات الخمس التالية، قام المعلم تشايداناند ساراسواتي والدكتور كيه إل سيشاجري راو بتكوين فريق علماء دولي. وفي عام 1998، مدح أتال بيهاري فاجبايي رئيس وزراء الهند حينئذ، المشروع بشدة قائلاً:
«إن مشروعكم يستحق أن يطلق عليه بالفعل» مشروع الألفية الثالثة«. فهو مشروع هائل، فهو حقًا جنانا ياجنا، أي طقس من طقوس المعرفة. ومن ثم، فإن جميع هؤلاء الذين شاركوا بوقتهم أو موهبتهم أو علمهم كقربان أو هبة (أوهتي) لنجاح هذا الياجنا يستحقون عرفاننا وتهانينا.»
في أوائل عام 2006، تم تعيين كابيل كابور، بروفيسور اللغة الإنجليزية والدراسات السنسكريتية الذي تقاعد من منصبه كعميد في جامعة جواهرلال نهرو في دلهي في العام السابق، رئيسًا لتحرير هذا المشروع.

## التمهيد
يتضمن المجلد الأول من الموسوعة تمهيدًا في 44 صفحة كتبه الدكتور كاران سينغ. ويكتب في الفقرة الافتتاحية:
«تطلق الهندوسية على نفسها سانتانا دارما، الإيمان الأبدي، لأنها ليست مبنية على تعاليم معلم واحد بل على الحكم والإلهام المجمع للروحانيين والحكماء منذ فجر الحضارة الهندية».
وكانت التعليقات الختامية لتمهيد دكتور سينغ تبدأ بالملحوظة التالية:
«إن النشر الذي طال انتظاره للأحد عشر مجلدًا من الموسوعة الهندوسية الضخمة لهو حدث هام. فلقد تضمن إعداد ما سيصبح مَعلمًا رئيسيًا في تاريخ البحث الهندوسي سنوات عديدة من الدراسة والتنظيم والتفاني.»